# Baldwin de Redvers, 1. Earl of Devon
Baldwin de Redvers, 1. Earl of Devon (auch Baldwin de Revières oder de Reviers; * um 1095; † 4. Juni 1155) war ein anglonormannischer Magnat. Zu Beginn des englischen Thronfolgestreits, der sogenannten Anarchie, war er einer der führenden Unterstützer der Kaiserin Matilda.

## Herkunft
Baldwin de Redvers entstammte der normannischen Familie Redvers. Er war der älteste Sohn von Richard de Redvers und von dessen Frau Adeliz, einer Tochter von William Peverel. Sein Vater hatte als Unterstützer von König Heinrich I. umfangreiche Ländereien in Devon, Dorset, Hampshire und auf der Isle of Wight erhalten. Als er 1107 starb, war Baldwin vermutlich erst um die zwölf Jahre alt.

## Leben
Nachdem er volljährig geworden war, übernahm Baldwin in den 1120er und 1130er mehrere Ämter in Südwestengland, spielte politisch aber keine größere Rolle. Als nach dem Tod von Heinrich I. dessen Neffe Stephan von Blois den Thron beanspruchte, ließ Baldwin jedoch im Frühjahr 1136 das königliche Exeter Castle besetzen. Damit war er einer der ersten Adligen, die gegen den neuen König rebellierten. Die Bürger von Exeter wandten sich darauf an Stephan, der im Sommer 1136 Exeter Castle belagern ließ. Baldwin war weder in Exeter Castle noch in Plympton Castle, dem Zentrum seiner Güter in Devon. Diese Burg wurde bald von der Besatzung, die er zurückgelassen hatte, dem König übergeben, und auch Exeter Castle wurde schließlich von den königlichen Truppen erobert. Vermutlich hatte sich Baldwin nach Carisbrooke Castle auf der Isle of Wight zurückgezogen, von wo er mit mehreren Schiffen als Pirat Schiffe im Ärmelkanal aufbrachte. Nach der Eroberung von Exeter Castle zog König Stephan nach Southampton und bereitete sich darauf vor, mit seinen Truppen auf die Isle of Wight überzusetzen. Da Carisbrooke Castle eine nur unzureichende Wasserversorgung hatte und deshalb einer Belagerung nicht standhalten würde, unterwarf sich Baldwin in Southampton der Gnade des Königs und bat um die Rückgabe seiner Besitzungen. Dies lehnte der König ab, worauf Baldwin ins Exil ging und Zuflucht bei Gottfried von Anjou, dem Ehemann von Heinrichs Tochter Matilda suchte. Diese beanspruchte als Tochter des verstorbenen Königs ebenfalls den englischen Thron. In den nächsten Jahren gehörte Baldwin zu den Truppen Gottfrieds, die häufig die Besitzungen Stephans in der Normandie angriffen, bis er 1138 vor der Burg L’Isle Marie in Manche von dem normannischen Baron Ingram de Say gefangen genommen wurde.
Vermutlich kam er schon bald wieder frei, denn im Juli 1139 war er Kommandant der Truppen, mit denen Matilda in Wareham in England landete. Unter seiner Leitung wurde das nahe gelegene Corfe Castle erobert. In den nächsten drei Jahren blieb er ein treuer Unterstützer der Kaiserin. Er nahm 1141 an der siegreichen Schlacht von Lincoln teil und gehörte zu Matildas Eskorte, mit der sie anschließend nach London zog, in der vergeblichen Hoffnung, dort zur Königin gekrönt zu werden. Bei ihrer Ankunft in London im Juni 1141 erhob Matilda ihn zum Earl of Devon. Baldwin begleitete Matilda auch auf ihrem Rückzug von London nach Oxford und im Juli 1141 weiter nach Winchester. Nach der Niederlage ihres Heeres in der Schlacht von Winchester verließ er jedoch anscheinend ihr Heer, denn danach wird er nicht mehr erwähnt. Als einziger hochrangiger Magnat akzeptierte er jedoch nie die Herrschaft von König Stephan. Möglicherweise verließ er wieder England und nahm Ende der 1140er Jahre am Zweiten Kreuzzug teil. Erst Ende 1153 wird er wieder in Westminster erwähnt, wo er mit das Abkommen zwischen König Stephan und Heinrich Plantagenet bezeugte, das den Thronfolgekrieg beendete.

## Klostergründer und Förderer der Kirche
Baldwin war ein großzügiger Unterstützer der Kirche. In den 1130er Jahren gründete er das Augustinerpriorat Breamore in Hampshire und die Zisterzienserabtei Quarr Abbey auf der Isle of Wight. Später gründete er auf einem seiner Güter südlich von Exeter die Priory of St James, eine Tochtergründung des Klosters St-Martin-des-Champs in Paris. Dazu unterstützte er das Kloster in Lyre in der Normandie bei der Gründung eines Priorats in Carisbrooke. Im Priorat von Plympton sowie im Priorat von Christchurch stiftete er Stellen für Regularkanoniker. Er wurde in seiner Gründung Quarr Abbey beigesetzt.

## Familie und Nachkommen
Baldwin de Redvers war zweimal verheiratet. Mit seiner ersten Frau Adeliz Baluun († um 1146), deren Herkunft ungewiss ist, hatte er mindestens fünf Kinder:
1. Richard de Redvers, 2. Earl of Devon ⚭ Denise de Dunstanville
2. Henry de Redvers
3. William de Redvers, 5. Earl of Devon ⚭ Mabel de Beaumont
4. Matilda de Redvers ⚭ Anschetil de Greye
5. Maud de Redvers ⚭ Ralph de Avenel
6. Alice de Redvers ⚭ Roger II de Nonant
7. Hawise de Redvers ⚭ Robert Castellan
8. Eva de Redvers ⚭ Robert d’Oyly

Nach dem Tod von Adeliz heiratete er nach 1151 Lucy, die Witwe von Gilbert de Clare, 1. Earl of Hertford.